# 昌図県
昌図県（しょうず-けん）は中華人民共和国遼寧省鉄嶺市に位置する県。

## 地理
昌図県は遼寧省最北部、東経123°32′から124°26′、北緯42°23′から43°29′に位置し、四季が明確な温帯湿潤季節風大陸性気候により豊富な日照時間と、年間降水量655mmという自然条件に恵まれ典型的な北方平原の農業地区となっている。
北は吉林省四平市と、西はカラチン左翼モンゴル族自治県と接する。漢民族を初め満州族、回族、朝鮮族など21の民族が居住する。

## 歴史
県名はモンゴル語のᠴᠠᠩᠲᠤᠬᠤ
ᠡᠷᠭᠢ（Цантах эрэг、ツァンタッアルグ、中国語では常突額爾克、チャントゥアールコ）の前の2字の発音から取られ霜をかける崖を意味する単語による。
1806年（嘉慶11年）、清朝により設置された昌図庁を前身とする。1877年（光緒3年）に昌図府に昇格、中華民国が成立すると1913年（民国2年）に昌図県と改称された。1946年4月に北部に昌北県が分割設置されたが、1954年には昌北県が再統合されている。

## 行政区画
33鎮を管轄する。
- 鎮：昌図鎮、老城鎮、八面城鎮、三江口鎮、金家鎮、宝力鎮、泉頭鎮、双廟子鎮、亮中橋鎮、馬仲河鎮、毛家店鎮、老四平鎮、大窪鎮、頭道鎮、鴜鷺樹鎮、傅家鎮、四合鎮、朝陽鎮、古楡樹鎮、七家子鎮、東嘎鎮、四面城鎮、前双井鎮、通江口鎮、大四家子鎮、曲家店鎮、十八家子鎮、太平鎮、下二台鎮、平安堡鎮、大興鎮、後窯鎮、長発鎮

## 交通

### 鉄道
- 中国国家鉄路集団
  - 哈大旅客専用線
    - 昌図西駅

  - 京哈線
    - 昌図駅

  - 平斉線

### 道路
- 高速道路
  -  京哈高速道路
  -  平康高速道路（中国語版）
- 国道
  -  G102国道
  -  G303国道

## 出身者
- 趙映 - 清代の進士
- 呉俊陞 - 中華民国時代の東北保安副総司令官、黒竜江省督軍
- 趙晋陽
- 金田三
- 孫西村
- 許芝
- 劉勇新
- 王永志 - 神舟5号の設計者
- 劉樹勲 - 中国農工民主党副主席
- 劉瑞森 - 江西省委員会書記
- 張昭 - 工業部常務副部長
- 舒凡 - 脚本家
- 李松濤 - 詩人
- 梁粛戎 - 中華民国立法院長
- 端木蕻良 - 作家